# Бендон, Константин Данилович
Константин Данилович Бендон (13 (25) июля 1835, Москва — 17 (29) ноября 1890, Пруссия/Москва) — псковский вице-губернатор, действительный статский советник.

## Биография
Из потомственных дворян Московской губернии. Православный. Единственный сын коллежского советника Д. М. Бендона, учителя немецкого языка при классах Института для обер-офицерских сирот (Московского Николаевского сиротского института) Императорского Московского воспитательного дома.  
Родился в Москве, в доме скульптора-декоратора С. П. Кампиони, в котором отец, в то время чиновник 12-го класса, надзиратель 1-й московской гимназии, жил по найму. Крещён 8 августа 1835 в церкви святителя и чудотворца Алексия Митрополита, что на Глинищах. Восприемники: коллежский советник и кавалер Николай Павлович Есипов и флота капитан-лейтенанта Захара Петровича Войкова жена Елизавета Петровна.  
Окончил курс 3-й московской гимназии с серебряной медалью (1852). В том же — 1852, принят студентом юридического ф-та Московского университета, курс которого окончил со званием кандидата в 1856. Как первый выпускник курса, по представлению министра народного просвещения, с высочайшего соизволения получил право «поступить в столицах на службу по министерствам и главным управлениям»
Определён на службу в С.-Петербург, чиновником Комиссии по принятию прошений, на высочайшее имя приносимых, состоявшей в непосредственном ведении императора. Утверждён, по степени кандидата, в чине коллежского секретаря 25 июня (7 июля) 1856. Отличался способностями к административной работе: с 1 (13) января 1858 назначен младшим помощником делопроизводителя (директора) 1-й экспедиции канцелярии статс-секретаря у принятия прошений, на высочайшее имя приносимых, действительного статского советника Г. А. Гизетти; с 1 (13) января 1860 назначен младшим помощником директора канцелярии статс-секретаря у принятия прошений, тайного советника Е. К. Рашета. Сенатским указом от 31 января (12 февраля) 1861 за № 15, по Канцелярии статс-секретаря у принятия прошения, производится, за выслугу лет, в титулярные советники, со старшинством с 4 (16) января 1860.   
ВП от 1 (13) января 1861 за № 1, по канцелярии Кавказского и Сибирского комитетов, переведён в канцелярию Кавказского и Сибирского комитетов секретарём, с причислением к штату 1-го отделения с. е. и. в. канцелярии. Делопроизводство Кавказского комитета, занимавшегося разработкой законоположений о гражданском управлении и устройстве в Закавказском крае и Кавказской области, и второго Сибирского комитета, занимавшегося тем же в отношении гражданского устройства Сибири, велось в общей канцелярии: управляющий делами Кавказского комитета был одновременно управляющим делами Сибирского комитета. Членами комитетов состояли высшие чины Российской империи, под непосредственным управлением Е. И. В., великого князя Константина Николаевича. Мнения комитетов представлялись на высочайшее утверждение в виде журналов. 
Благодаря новой должности и способностям к административной работе, К. Д. Бендон сделал стремительную карьеру: ВП от 4 (16) апреля 1861 за № 2, по канцелярии Кавказского и Сибирского комитетов, производится, за отличие по службе, в коллежские асессоры, со старшинством; ВП от 30 декабря 1862 (11 января 1863) за № 17, по канцелярии Кавказского и Сибирского комитетов, производится, за отличие по службе, в надворные советники, со старшинством с 21 декабря 1862 (2 января 1863); ВП от 28 декабря 1863 (9 января 1864) за № 16, по канцелярии Кавказского и Сибирского комитетов, производится, за отличие по службе, в коллежские советники, со старшинством. После ликвидации Сибирского комитета путём его присоединения к Комитету министров 31 декабря 1864 (12 января 1865), остался в должности секретаря канцелярии Кавказского комитета. C 17 (29) июля 1865 должность председателя Кавказского комитета исполнял председатель Комитета министров, действительный тайный советник князь П. П. Гагарин; с этого же времени все законодательные дела по управлению Кавказским краем были переданы из комитета в Государственную канцелярию. По новым штатам, приказом от 1 (13) января 1866 за № 1, по канцелярии Кавказского комитета, Бендон назначен делопроизводителем канцелярии комитета; ВП от 12 (24) января 1866 за № 1, по канцелярии Кавказского комитета, производится, за отличие по службе, в статские советники, со старшинством. За пять лет службы по делам Кавказского края, на которые пришлось начало крестьянской реформы 1861 года и окончание 65-летних Кавказских войн, К. Д. Бендон, за отличия, прошёл путь чинопроизводства, при обычной выслуге занимавший не менее 15 лет. Был награждён: серебряной медалью «За труды по освобождению крестьян» на Александровской ленте, за труды по освобождению крестьян в Тифлисской губернии; серебряным знаком отличия «За введение в действие Положений 1861 года. 17 апреля 1863»; высочаше разрешено ему принять пожалование великим офицером и носить персидский орден Льва и Солнца.  
ВП от 23 мая (4 июня) 1867 за № 19, по ведомству М-ва внутренних дел, назначен псковским вице-губернатором, с 12 (24) мая 1867; приказом от 27 мая (8 июня) 1867 за № 5, по канцелярии Кавказского комитета, отчислен от канцелярии, по случаю его назначения псковским вице-губернатором, с 12 (24) мая 1867; ВП от 31 марта (12 апреля) 1868 за № 15, по ведомству М-ва внутренних дел, производится, за отличие по службе, в действительные статские советники; с июля по ноябрь 1868 — в 4-месячном заграничном отпуске.  
По должности вице-губернатора состоял: председателем Псковского губернского правления и Псковского губернского рекрутского присутствия; директором Псковского губернского попечительного о тюрьмах комитета; непеременным членом и помощником председателя Псковского губернского статистического комитета и действительным членом Псковского губернского попечительства детских приютов. По выборам местного дворянства служил членом попечительного совета псковского Мариинского женского 1-го разряда училища. Выборный член Братства во имя святого благоверного великого князя Александра Невского, открытого при Псковской гимназической Александро-Невской церкви 7 (19) декабря 1869. В апреле 1870 пожалован орденом Святого Владимира 3 степени, в воздаяние отлично-усердной службы и полезных трудов. ВП от 3 (15) июня 1870 за № 21, по ведомству М-ва внутренних дел, уволен от должности, согласно прошения, с причислением к министерству. Тем же высочайшим приказом преемником назначен пензенский вице-губернатор, статский советник А. М. Жемчужников. 
C июня 1870 по январь 1887 состоял в службе причисленным советником М-ва внутренних дел. Назначался членом межведомственных комиссий по пресечению различных злоупотреблений, прикомандировывался к сенатским ревизиям. В частности, 1 (13) февраля 1872 назначен от министерства первым членом в высочайше учрежденную комиссию, под председательством ген.-адъютанта С. С. Лесовского, для изыскания мер к уменьшению пьянства между нижними чинами войск, расположенных в Кронштадте, работавшую с февраля 1872 по сентябрь 1873. Тогда же от министерства назначен в распоряжение сенатора К. К. Петерса в комиссию для расследования конфликта между рязанским губернатором Н. А. Болдыревым и местным дворянством. В апреле 1873 пожалован орденом Святого Станислава 1 степени, во внимание к отлично-усердной и ревностной службе. 
После отставки с должности вице-губернатора находился на государственной службе без содержания. Тогда же — в 1872, получает разрешение на занятие рудным промыслом в Восточной Сибири. Вскоре становится пайщиком золотопромышленных компании, основанных горным инженером Н. П. Аносовым. Избирается и состоит членом привилегированного С.-Петербургского Английского собрания с 1871 по 1878. 
За 30-летнюю беспорочную выслугу награждён орденом Святой Анны 1 степени в августе 1876. Примерно в это же время, по одним сведениям, начинают проявляться признаки нервного заболевания, а по другим — возникают долги перед кредиторами за карточный проигрыш в Английском клубе. По невыясненным причинам, в 1877 г. К. Д. Бендон заключает рентный договор с и. д. делопроизводителя канцелярии Кавказского комитета, состоящего в звании камер-юнкера, статским советником И. П. Балашевым, о передаче в его собственность всех своих капиталов (паев в золотопромышленных предприятиях), с условием ежегодной выдачи ему установленной суммы. Приказом министра внутренних дел от 14 (26) апреля 1878 за № 16, уволен в отпуск за границу, на 11 месяцев. В том же — 1878, выбывает из членов Английского собрания. Приказом министра внутренних дел от 28 января (9 февраля) 1887 за № 3, уволен от службы, согласно прошению, по болезни, с 15 (27) января 1887.
Был совладельцем парусного судна и состоял действительным членом С.-Петербургского речного яхт-клуба со дня его основания в марте 1860. Выступил с торжественной речью при его открытии и запечатлен на фотографии первого поднятия клубного флага. По предложению К. Ф. Литке, В. П. Безобразова, Ф. Г. Тернера и Е. И. Ламанского, избран в действительные члены Императорского Русского географического общества в общем собрании 3 (15) марта 1865, как секретарь Кавказского комитета, полезный Обществу по статистической части. Приглашался на торжественные «кавказские вечера» неформального объединения лиц, живших в С.-Петербурге и прежде служивших на Кавказе — «Общества кавказских служивых», ежегодно собиравшегося 4 февраля в столице, на которых присутствовал великий князь Николай Николаевич Старший.
Умер в Пруссии от нервной болезни 17 (29) ноября 1890. Тело привезено в Россию. Погребён в Москве 1 (13) декабря 1890, на немецком иноверческом кладбище, что на Введенских холмах. Был холост.

## Награды
- Серебряная медаль «За труды по освобождению крестьян», на Александровской ленте (1861).
- Серебряный знак отличия «За введение в действие Положения 19 февраля 1861. 17 апреля 1863» (1863).
- Орден Святого Владимира 3 степени (17.04.1870).
- Орден Святого Станислава 1 степени (08.04.1873).
- Орден Святой Анны 1 степени (30.08.1876).
- Персидский орден Льва и Солнца 2 степени, со звездой (1864).

## Семья
- Бендоны — угасший русский дворянский род немецкого происхождения, родоначальником которого был педагог Д. М. Бендон.
- Отец — Даниил Михайлович Бендон (1796[44] или 1800[45]–не ранее 1856), сын прусского подданного, уроженца Гамбурга, купца Михаэля Бендона, который вёл в Москве и центральных губерниях торговые дела. Лютеранин. Служил приказчиком при делах отца. Сдав экзамен при Московском университете на получение свидетельства на звание учителя и приняв подданство России, служил: по ведомству Военного м-ва — учителем немецкого языка при классах 1-го Московского кадетского корпуса до 1833; по ведомству М-ва народного просвещения — надзирателем над воспитанниками 1-й Московской гимназии (Московского дворянского ин-та) с 1833 по 1835; по ведомству учреждений императрицы Марии — учителем немецкого языка при классах Института для обер-офицерских сирот Московского воспитательного дома (Московского Николаевского сиротского института) с 1835 по 1850 год. Выслужив чин коллежского асессора (1842), подал прошение о причислении, по чину, к московскому дворянству[46]. С потомством внесён в III ч. ДРК Московской губернии определением Московского ДДС в 1843[47]. Утверждён в потомственном дворянстве определением Герольдии Сената в 1845[48]. ВП от 28 сентября (10 октября) 1847 за № 179, по учреждениям императрицы Марии, пожалован, за выслугу лет, в коллежские советники, со старшинством с 13 (25) октября 1845[49]. ВП от 3 (15) октября 1850 за № 189, по учреждениям императрицы Марии, по прошению, уволен от службы, с мундиром, присвоенным должности[50]. Наград или благоприобретённого имения не имел. Умер не ранее 1856[51]. С 1833 был женат на 27-летней купеческой дочери Анне Ивановне Филипповой. В браке старшая дочь — Елизавета (1834), и младший сын — Константин (1835). После смерти детей род Бендона пресёкся как по мужской, так и по женской линии.
- Мать — купеческая дочь Анна Ивановна, урождённая Филиппова (1806—19.08.1889). Православная. Жила и умерла в Москве. Была похоронена на Введенском иноверческом кладбище[52].

- Сестра — Елизавета Даниловна Бендон (01.07.1834—22.01.1916) — девица. Православная. Окончила курс Московского Николаевского сиротского института, со званием домашней учительницы. Обладала музыкальным талантом, была хорошей пианисткой. В 1855 приглашена учительницей знаменитой княжны П. С. Щербатовой (в замужестве — графини Уваровой) и стала близким другом её семьи в последующие годы[53]. В звании домашней учительницы служила в Москве по ведомству М-ва народного просвещения[54]. В марте 1909 просила о назначении пенсии[55]. Умерла в Москве. Была похоронена на Введенском иноверческом кладбище[56].